# Andromma raffrayi inhacorense
Andromma raffrayi inhacorense is een spinnenondersoort in de taxonomische indeling van de bodemzakspinnen (Liocranidae). De spin leeft op de bodem en maakt geen web. Het dier behoort tot het geslacht Andromma. De wetenschappelijke naam van de soort werd voor het eerst geldig gepubliceerd in 1936 door Lessert.